# Pelopides symmetricus
Pelopides symmetricus es una especie de coleóptero de la familia Passalidae.

## Distribución geográfica
Habita en  Sabah y Borneo.